# Маруся Няхай
Няхай Маруся (нар. 14 червня 1951, Кошиці) — українська (русинська) поетеса, редактор.

## Біографія
Народилася 14 червня 1951 року у місті Кошиці (Словаччина). Закінчила філософський факультет університету ім. Шафарика у Пряшеві (Словаччина). Мешкає у Пряшеві, працювала завідувачем відділу журналу «Дукля».

## Твори
- Няхай М. Вірші // Поезія-90. — К.: Радянський письменник, 1990. — Вип. 2.